# Oak Tree
Oak Tree – wieś w Anglii, w hrabstwie ceremonialnym Durham, w dystrykcie (unitary authority) Darlington. Leży 30 km na południe od miasta Durham i 346 km na północ od Londynu.